# Heniocha apollonia
Heniocha apollonia är en fjärilsart som beskrevs av Pieter Cramer 1780. Heniocha apollonia ingår i släktet Heniocha och familjen påfågelsspinnare. Inga underarter finns listade i Catalogue of Life.

## Bildgalleri

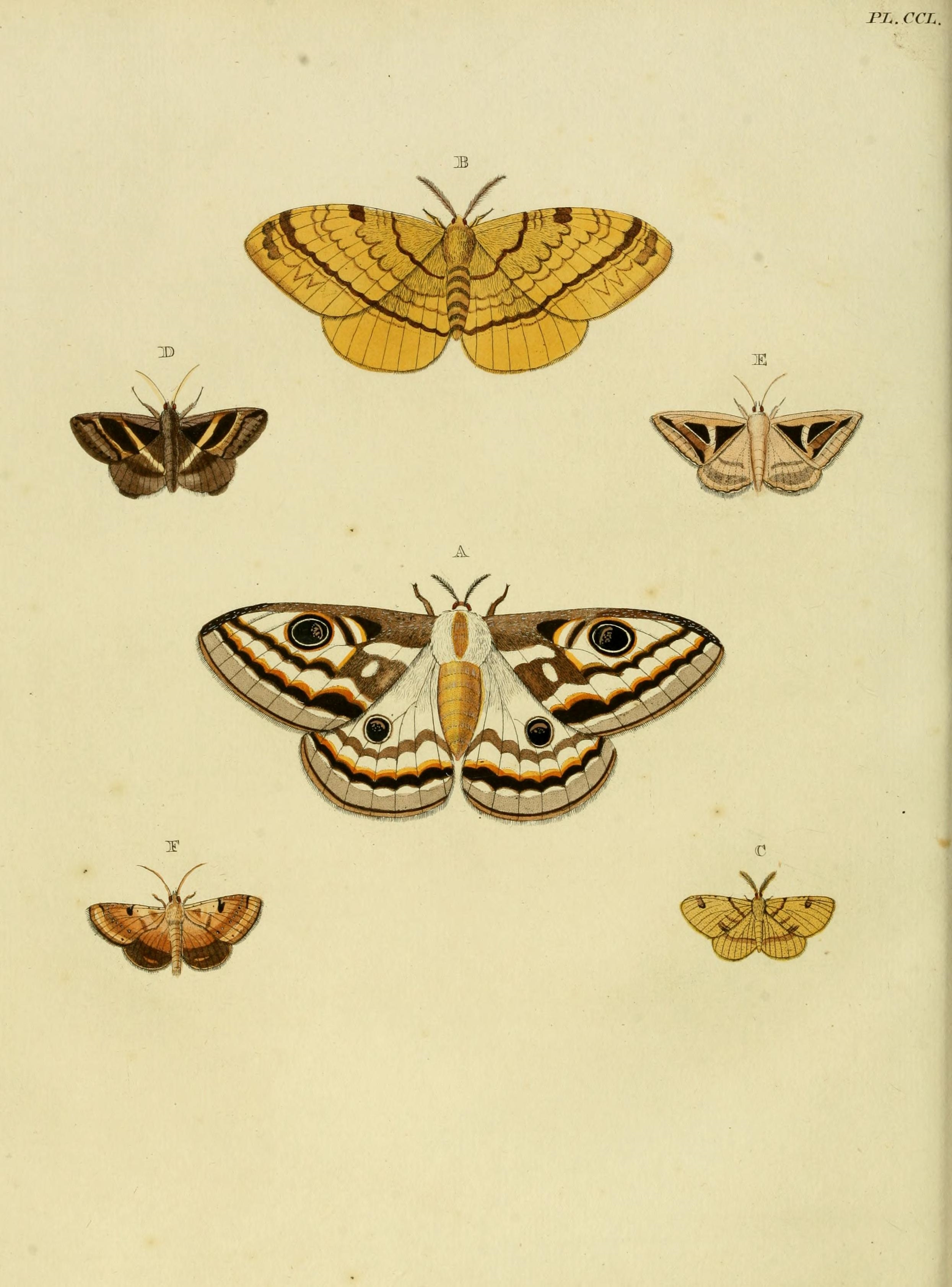